# Szefela

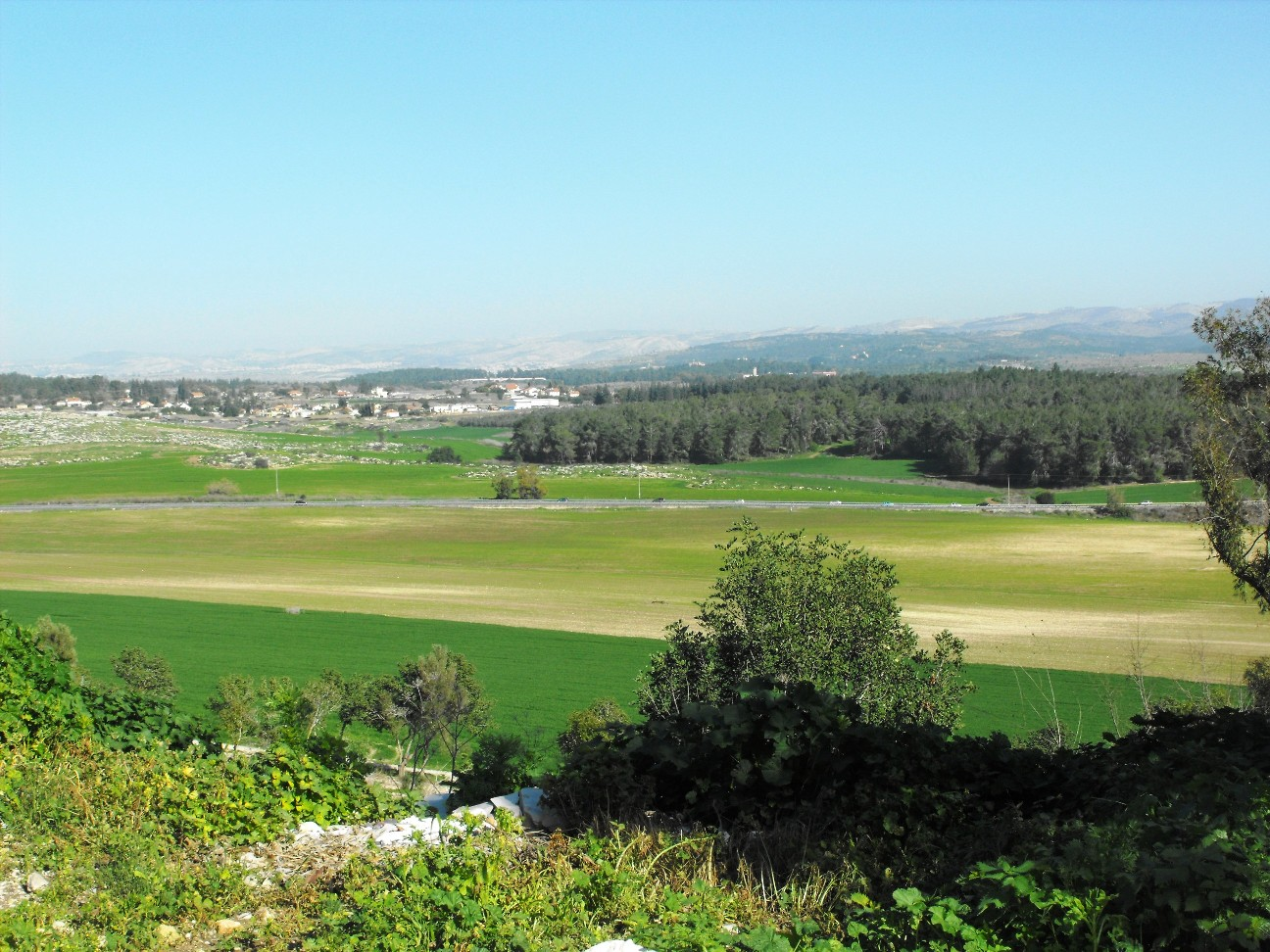
Szefela

Szefela, zwana też Równiną („nizina”, „równina”) – w znaczeniu geograficznym nazwa regionu na południu Izraela, w znaczeniu językowym – równina, o której często wzmiankuje Biblia na określenie pagórkowatego kraju – niegórzystego, jak na wschodzie, i nienizinnego, jak nizina nadmorska na zachodzie, przy czym równina ta nie jest tożsama z równiną na północy kraju. W epokach greckiej i rzymskiej Szefelą nazywano obszar, położony pomiędzy Lodem a Bet-Gubrin (1 Księga Machabejska 1 Mch 12,38).
Szefela, obejmująca obszar około 790 km kw., położona jest na południe od Joppą aż do Pogórza Judzkiego, od północy sąsiaduje z Szaron, od południa – z Negewem. Pod względem uwarunkowań klimatycznych i formacji geograficznych powierzchnia Szefeli jest jednorodna, obszar pokryty pagórkami o wysokości 300–600 m.
Żyzne ziemie Szefeli przyciągały osadników już w epoce wczesnego brązu. Jej wschodnie obszary zajmowali Filistyni, południowo-wschodnie – plemię Dana. Na Szefeli uprawiano zboża (pszenicę i jęczmień), pomarańcze i winorośl. Według 1 Księgi Królewskiej (1 Krl 10,27) i 1 Księgi Kronik (1 Krn 27,28) równina była bogata w sykomorę i drzewka oliwne.
Szefela, położona pomiędzy nadbrzeżnymi równinami a wzgórzami wnętrza Palestyny, często stanowiła strefę buforową pomiędzy rywalizującymi potęgami. Przebiegał przez nią militarno-handlowy szlak z Egiptu do Syrii i Mezopotamii.